# Pat O'Leary
Red Pat O’Leary es el nombre por el que se conoce a la sección de los servicios secretos del Reino Unido que actuó en Francia durante la Segunda Guerra Mundial y que se especializó en la evasión de perseguidos por los nazis y, particularmente, de los aviadores aliados que caían sobre suelo francés ocupado. La sección tomó este nombre después de terminada la guerra (durante la contienda se la denominaba simplemente “la Organización”) del seudónimo o nombre de guerra del que fue uno de sus máximos responsables, el general de división y médico belga Albert Guérisse (también conocido por Pat, Patrick y Rogers).

## Historia
Los orígenes de la organización se sitúan en Francia en torno a diciembre de 1940 cuando el capitán escocés Ian Garrow se evade de los alemanes que lo tenían detenido en Marsella y establece contacto con Louis H. Nouveau, Jimmy Langley y un civil canadiense que residía en la misma ciudad apedillado Kenney. El número de colaboradores es entonces muy reducido. A través de la ciudadana francesa Elisabeth Cohen entran en contacto con Francisco Ponzán, que reside en Toulouse, y del que entonces solo saben que está en relación con un grupo de guías españoles organizados y muy activos que conocen los pasos pirenaicos apropiados para sacar de Francia a personas en peligro, que cuentan con apoyos a ambos lados de la frontera y están dispuestos “a todo” para combatir y acabar con Francisco Franco y su régimen. Son mayoritariamente anarquistas que llevan en guerra desde 1936 y que ahora unen sus esfuerzos a la causa de los aliados.
En torno a mayo-junio de 1941, Garrow se entrevista con Ponzán al que promete dinero procedente de los fondos de los  servicios secretos británicos y el número de evasiones se incrementa. El Reino Unido tiene necesidad de recuperar el mayor número posible de aviadores derribados en suelo francés. La Red utilizaba pasos terrestres y marítimos. Entre los primeros había uno que salía de Toulouse hasta Foix  y continuaba hasta entrar en Andorra, pasaba la frontera por San Julián de Loria-Seo de Urgel, por Arcadell y Alás, para continuar después hasta Lérida o Barcelona. Otra ruta habitual hacía el trayecto Toulouse , Carcasona, Narbona, Perpiñán y cruzaba la frontera por tres puntos diferentes.Un tercer paso partía del pueblo de Palau del Vidre, en el Rosellón, cruzaba la sierra de Castellar, y entraba en España por los pueblos de Espolla y Rabós. Los pasos marítimos partían de Canet Plage y Port Vendres y tenían como destino la Escala, algún punto de la Bahía de Rosas y la playa entre Llansá y Colera. Por lo general, el destino inmediato era Barcelona donde miembros de la organización en el interior conducían a los evadidos hasta Gibraltar o Lisboa, desde donde era factible repatriarse en Londres. 
Garrow es detenido en el verano de 1941 víctima de la traición de un policía que creía adicto a la red de evasión. A partir de este momento se hace cargo de la organización Albert Guérisse. La organización crece, las evasiones exitosas también, pero el control de la red se hace más difícil, lo que facilita la infiltración de traidores. Guérisse es detenido por la Gestapo en marzo de 1943 y en octubre del mismo año es internado en diferentes campos de concentración alemanes, a los que conseguirá sobrevivir. Francisco Ponzán fue fusilado por los alemanes el 17 de agosto de 1944.
Otras redes que funcionaron en Francia durante la invasión alemana fueron la Comete Line, en la costa del Atlántico, cerca de Bayona, y la Marie Claire Line, con procedimientos y finalidades similares. El Grupo Ponzán y por extensión la red Pat O’Leary condujo a cerca de 3.000 refugiados (unos 800 por vía marítima). Unas cien personas de la red, entre guías, pasadores y colaboradores acabaron detenidos por la Gestapo con diferentes suertes.